# BKB Academie
De BKB Academie is een trainingsprogramma dat sinds 2000 georganiseerd wordt door het campagnebureau BKB. Het programma is bedacht door Erik van Bruggen, Alex Klusman en Lennart Booij.
Elk jaar leren de 25 deelnemers over (politiek) campagnevoeren. Het programma bestaat uit weekendsessies, een buitenlandse studiereis en een studiereis door Nederland.
Doordat verscheidene deelnemers actief zijn geworden in de politiek, het bedrijfsleven en de maatschappij zijn er door onder andere de Volkskrant enkele artikelen over het programma en haar mogelijke netwerk geschreven.

## Programma
Weekendsessies:
- Campagnes in de praktijk
- Spreken in het openbaar
- Online campagnes
- Get Out the Message
- Onderhandelen
- Sociaal activisme en grassrootsbewegingen

## Bekende oud-deelnemers
| Deelnemer            | Academie | Periode   |
| -------------------- | -------- | --------- |
| Thierry Baudet       | 5        | 2004-2005 |
| Kauthar Bouchallikht | 20       | 2019-2020 |
| Martijn Hillenius    | 6        | 2005-2006 |
| Habtamu de Hoop      | 21       | 2020-2021 |
| Yuki Kho             | 12       | 2011-2012 |
| Alexander Klöpping   | 8        | 2007-2008 |
| Suzanne Kröger       | 4        | 2003-2004 |
| Sywert van Lienden   | 10       | 2009-2010 |
| Senna Maatoug        | 13       | 2012-2013 |
| Ernst-Jan Pfauth     | 10       | 2009-2010 |
| Marietje Schaake     | 5        | 2004-2005 |
| Maurice Seleky       | 8        | 2007-2008 |
| Paul Smeulders       | 9        | 2008-2009 |
| Dennis Wiersma       | 12       | 2011-2012 |